# Антрацит (фільм)
«Антрацит» — радянський художній фільм-соціальна драма 1971 року, знятий на кіностудії «Мосфільм».

## Сюжет
Геннадій Глуховський працює бригадиром на тій самій шахті, на якій п'ять років тому загинув його батько. Винуватцем його загибелі був визнаний і справедливо засуджений один з шахтарів — Микола Миронов. І ось, відсидівши належний термін, він повертається на рідну шахту з щирим бажанням працювати. Однак директор і парторг відповідають йому відмовою, але несподівано за Миронова заступився Геннадій Глуховський — син загиблого…

## У ролях
- Жанна Прохоренко — Клава Миронова, дружина Миколи
- Роман Громадський — Геннадій Глуховський, бригадир шахтарів
- Олександр Збруєв — Юрій Купцов, шахтар
- Юрій Назаров — Микола Миронов, шахтар, який повернувся з колонії
- Володимир Заманський — Григорій Гордійович Журба, парторг шахти
- Георгій Ніколаєнко — Михайло Марченко, шахтар, боксер
- Людмила Максакова — Наталка, дружина Геннадія Глуховського
- Лідія Константинова — Таня, жінка Юрія Купцова
- Федір Одиноков — Георгій Степанович, шахтар-рекордсмен
- Віталій Цапко — Андрій, журналіст
- Семен Соколовський — Денис Петрович, директор шахти
- Леонід Трутнєв — Олександр Гречиха
- Іван Рижов — Василь, дід Михайла Марченка, шахтар на пенсії
- Валентин Зубков — помічник тренера збірної України з боксу
- Борис Никифоров — головний механік
- Леонід Іудов — Олексій, батько Юрія Купцова
- Микита Астахов — шахтар

## Знімальна група
- Режисер — Олександр Сурин
- Сценарист — Едуард Володарський
- Оператори — Володимир Ошеров, Михайло Біц
- Композитор — Олексій Муравльов
- Художник — Вадим Кислих